# Partito Democratico del Giappone
Il Partito Democratico del Giappone (in giapponese: 民主党, Minshutō; in inglese: Democratic Party of Japan - DPJ) è stato un partito politico giapponese di orientamento progressista e social-liberale operativo dal 1998 al 2016.
Dopo essere stato a lungo il secondo partito del Paese e la principale forza politica di opposizione, alle elezioni parlamentari del 2009 è diventato il primo partito ed è così riuscito ad esprimere un proprio rappresentante, Yukio Hatoyama, alla carica di Primo ministro, interrompendo la lunga era di governo del Partito Liberal Democratico, di centro-destra.
Nel 2016 è confluito nel nuovo Partito Democratico Progressista.

## Storia

### Il Partito Democratico (1996-1998)
Il Partito Democratico fu fondato nel settembre 1996 su iniziativa di alcuni parlamentari di diversa estrazione: metà dei deputati proveniva dal Partito Socialista Giapponese e rifiutava di proseguire l'alleanza di governo col Partito Liberal Democratico; altri, tra cui Yukio Hatoyama e Naoto Kan, erano fuoriusciti da Shintō Sakigake, di ispirazione centrista; altri ancora appartenevano alla piccola Lega dei Cittadini. Alle elezioni parlamentari del 1996 il partito si piazzò al terzo posto, dietro al Partito Liberal Democratico, che si confermò al governo, e al principale partito di opposizione, Shinshinto. Nel 1997 Kan fu nominato presidente del partito, mentre Hatoyama venne eletto segretario (in precedenza, entrambi detenevano l'incarico di co-presidenti). Nel frattempo lo Shinshinto si frantumò in una miriade di piccoli partiti.

### La nascita del nuovo soggetto politico
Nel gennaio 1998 venne formato un gruppo parlamentare comune tra il Partito Democratico e alcuni partiti nati dalla deflagrazione dello Shinshinto: il «Nuovo Partito della Fratellanza» (新党友愛, Shinto-Yuai), che raggruppava buona parte degli esponenti dello scomparso Partito Democratico Socialista; «Voce del Popolo» e «Partito del Sole» (composti da ex liberaldemocratici), riunitisi in un soggetto politico unitario, il «Partito del Buon Governo» (民政党, Minseitō). Il 27 aprile 1998 questi gruppi, cui si aggiunse l'«Unione della Riforma Democratica» (民主改革連合, Minshu-Kaikaku-Rengō), dettero vita ad una nuova formazione politica: nacque dunque il Partito Democratico del Giappone, così denominato dal maggiore dei suoi partiti fondatori. Il nuovo partito annoverava 93 membri alla Camera dei rappresentanti e 98 alla Camera dei consiglieri; Naoto Kan ne divenne presidente.
Il partito divenne rapidamente il punto di riferimento di tutte le forze di opposizione, ma uno scandalo sessuale e voci di presunte tangenti indebolirono Naoto Kan, che venne scalzato come presidente del partito da Yukio Hatoyama, sostenitore di una linea meno di sinistra, ma al tempo stesso di una opposizione più dura nei confronti del governo. In tal modo il Partito Democratico guadagnò un numero significativo di seggi nella Dieta Nazionale del Giappone alle elezioni del 2000 e a quelle del 2001. Tuttavia le scelte di Hatoyama, accusate di essere dominate da un'eccessiva concentrazione su tatticismi di corto respiro, gli provocarono una crescente opposizione interna e riportarono Naoto Kan alla leadership nel dicembre 2002.
Il 24 settembre 2003, il partito si unì con il piccolo Partito Liberale, formazione di centro-destra guidata da Ichiro Ozawa (paradossalmente una delle proposte di Hatoyama maggiormente criticate). Nelle elezioni dello stesso anno il Partito Democratico guadagnò 8 ulteriori seggi alla Camera dei consiglieri e ottenne un totale di 178 seggi parlamentari, un risultato molto buono, sebbene inferiore alle attese, e nonostante avesse raccolto in totale più voti del LDP nel voto maggioritario. Indubbiamente queste elezioni segnarono uno spostamento del sistema politico giapponese verso il bipartitismo.
Successivamente Naoto Kan fu costretto alle dimissioni, venendo coinvolto dal cosiddetto "scandalo delle pensioni": si scoprì infatti che molti politici non avevano versato alcune mensilità di contributi. Kan fu così sostituito da Katsuya Okada (già membro dello Shinshinto).

### Ascesa e declino
Nelle elezioni parziali per la Camera dei consiglieri del 2004, il DPJ prese un seggio in più del Partito Liberal Democratico al governo, che manteneva comunque la maggioranza dei seggi totali. L'importanza dell'evento non poteva comunque essere sottovalutata, essendo la prima volta che i liberaldemocratici prendevano meno voti di un'altra forza politica.
Le elezioni parlamentari del 2005, indette dal popolare premier Junichiro Koizumi in seguito alla mancata approvazione del suo Disegno di legge sulla privatizzazione delle Poste videro una netta affermazione dei liberaldemocratici, anche grazie all'incapacità di Okada di presentare temi nuovi all'elettorato. Il partito aveva perso 62 seggi, per lo più a favore del LDP, cui aveva fino ad allora eroso consensi, e in seguito a questa sconfitta Okada rassegnò le proprie dimissioni e fu rimpiazzato dal giovane Seiji Maehara alla guida del partito nel settembre del 2005 per 6 mesi, quando fu costretto alle dimissioni in seguito a una accusa di tangenti che sarebbero state pagate ai liberaldemocratici, rivelatasi falsa.
Nelle elezioni per il rinnovo parziale della Camera dei consiglieri, tenutesi il 29 luglio 2007, il partito, guidato da Ichiro Ozawa ha ottenuto 60 dei 121 seggi in palio che, aggiunti ai 49 seggi già controllati, lo hanno portato, per la prima volta, ad essere il più rappresentato all'interno della Camera alta, con 109 seggi su 242.
A marzo 2009 però, uno scandalo in cui è coinvolto indirettamente Ozawa porta quest'ultimo alle dimissioni. Al suo posto viene eletto per la seconda volta Yukio Hatoyama, già presidente in passato, e candidato premier per la coalizione DPJ-altri.
Domenica 30 agosto 2009, alle elezioni della camera bassa, il Minshuto raggiunge il suo apogeo, e conquista più di 300 seggi sconfiggendo nettamente i liberaldemocratici, alla loro seconda sconfitta dopo quella di 2 anni prima al senato. Hatoyama a metà settembre sarà eletto 60° premier del Giappone. Ma a giugno, dopo la scelta di mantenere la base USA di Okinawa, si dimette e al suo posto è nominato Naoto Kan. Quest'ultimo, travolto dalla cattiva gestione dei disastri del 2011 che hanno colpito l'arcipelago, si è a sua volta dimesso dopo poco meno di un anno, ad agosto, lasciando gli incarichi di presidente e di primo ministro a Yoshihiko Noda. Anche il governo di quest'ultimo dura poco: la paralisi economica del paese e la concorrenza con la Cina portano il DPJ ad un crollo dei consensi in favore dei Liberaldemocratici. il 16 novembre la camera bassa sarà sciolta, e un mese dopo si andrà alle elezioni anticipate, i Democratici tornano all'opposizione dopo solo tre anni e mezzo in favore del centro-destra.
Il 14 dicembre 2014, in seguito alle elezioni parlamentari anticipate, il DPJ recupera qualche seggio ma viene nuovamente sconfitto duramente dai liberaldemocratici guidati sempre dal primo ministro conservatore Shinzō Abe. In seguito a tale sconfitta si dimette il presidente del partito Banri Kaieda; gli succede Katsuya Okada che torna così dopo quasi dieci anni alla guida del partito. Nei mesi seguenti il partito soffre importanti disfatte in tutte le elezioni locali non riuscendo più ad essere competitivo e subisce alcune scissioni minori. 
Il 27 marzo 2016 la segreteria generale del partito e la sua presidenza decidono per lo scioglimento del partito e la fondazione del Partito Democratico Progressista, una nuova formazione centrista nella quale confluiscono anche i membri dell'ormai lacerato Partito dell'Innovazione.

## Ideologia
Il Partito Democratico era un partito di centro nato dalla cultura socialdemocratica e liberale, erede del Partito Socialista Giapponese e di altre formazioni centriste e di correnti fuoriuscite dai liberal-democratici.
Il partito si proponeva di superare la burocrazia del governo di centro-destra, ristabilire il ruolo dello Stato all'interno della società, opporsi ai vecchi interessi della classe dirigente della politica giapponese e garantire più spazio per i giovani nella politica
.
Il partito rappresentava la classe media, gli operai e gli impiegati a difesa della Costituzione e della sovranità del popolo. Si definiva inoltre pacifista e sostenitore dei diritti umani.

## Altre informazioni
- I membri del DPJ siedevano insieme a quelli del Club degli Indipendenti, una coalizione centrista, in entrambe le Camere della Dieta.
- Il DPJ guadagnò gran parte delle proprie adesioni tra i colletti blu e il ceto medio liberale. Fu inoltre appoggiato dalle donne e dal ceto urbano.
- Il DPJ contava molti membri di origine non giapponese, tra cui Marutei Tsurunen, il primo membro nato all'estero della Dieta Nazionale del Giappone (nato Martti Turunen in Finlandia).

## Leader del partito
1. Naoto Kan (27 aprile 1998 - 25 settembre 1999)
2. Yukio Hatoyama (25 settembre 1999 - 10 dicembre 2002)
3. Naoto Kan (10 dicembre 2002 - 18 maggio 2004)
4. Katsuya Okada (18 maggio 2004 - 17 settembre 2005)
5. Seiji Maehara (17 settembre 2005 - 7 aprile 2006)
6. Ichiro Ozawa (7 aprile 2006 - 16 maggio 2009)
7. Yukio Hatoyama (16 maggio 2009 - 4 giugno 2010)
8. Naoto Kan (4 giugno 2010 - 29 agosto 2011)
9. Yoshihiko Noda (29 agosto 2011 - 25 dicembre 2012)
10. Banri Kaieda (25 dicembre 2012 - 14 dicembre 2014)
11. Katsuya Okada (14 dicembre 2014 - 27 marzo 2016)

## Risultati elettorali
| Elezione          | Voti | % | Seggi     |
| ----------------- | ---- | - | --------- |
| Parlamentari 2009 |      |   | 308 / 475 |
| Parlamentari 2012 |      |   | 57 / 475  |
| Parlamentari 2014 |      |   | 73 / 475  |